# Konstanty I (metropolita kijowski)
Konstanty (zm. ok. 1159 w Czernihowie) – metropolita kijowski w latach 1155–1159, święty prawosławny.

## Życiorys
Był z pochodzenia Grekiem. Jego chirotonia biskupia miała miejsce jesienią 1155 w Konstantynopolu. Patriarcha Konstantynopola wyświęcił nowego metropolitę kijowskiego na prośbę księcia Jerzego Dołgorukiego, który zdobył w marcu 1155 Kijów. Nowy hierarcha miał zastąpić na katedrze metropolitę Klemensa, wybranego przez sobór biskupów ruskich na polecenie zmarłego w 1154 wielkiego księcia kijowskiego Izjasława II. Jeszcze przed wyborem na metropolitę kijowskiego Konstanty cieszył się opinią znakomitego teologa.
Po przybyciu na Ruś metropolita Konstanty obłożył anatemą zmarłego Iziasława II oraz swojego poprzednika – Klemensa, jak również wszystkich jego zwolenników. Ogłosił także, że wszystkie działania Klemensa jako metropolity kijowskiego, w tym chirotonie biskupów, w których brał udział, były nieważne. Zimą r. 1156 Konstanty usunął z urzędu także biskupa rostowskiego Nestora, który nie był zwolennikiem odsuniętego hierarchy. Metropolita kijowski pragnął ponownie rozciągnąć swoją realną władzę na wszystkie eparchie pierwotnie należące do jego metropolii, nad którymi kontrolę utracił – z powodu sytuacji politycznej – Klemens. Zamiar ten nie powiódł się. Konstanty nigdy nie odzyskał faktycznej zwierzchności nad eparchią włodzimierską, gdzie katedrę objął wygnany Klemens Smolatycz, a być może także nad eparchią turowską. Utworzył natomiast nową administraturę na ziemiach księstwa halicko-wołyńskiego.
22 grudnia 1158 Konstanty uciekł do Czernihowa ze zdobytego przez Mścisława, syna Iziasława II, Kijowa. W marcu 1159 zrzekł się godności metropolity i zgodził się na skierowanie z Konstantynopola nowego hierarchy; analogiczną decyzję podjęto w stosunku do Klemensa Smolatycza. Wkrótce potem Konstanty zmarł w Czernihowie. Według hagiografii czując się winien wewnętrznego konfliktu w Kościele w swoim testamencie zawarł nakaz, by nie chować jego ciała, lecz rzucić je na pożarcie dzikim zwierzętom. Biskup czernihowski, który przysiągł metropolicie wypełnić jego wolę, zanim poznał jej treść, postąpił zgodnie z jego życzeniem. Następnie szczątki hierarchy zostały pochowane w Czernihowie na polecenie księcia czernihowskiego Swiatosława.
Konstanty został kanonizowany przez Cerkiew prawosławną. Jego wspomnienie przypada 5 czerwca.